# Bernard Asset
 (mai 2024).
Si vous disposez d'ouvrages ou d'articles de référence ou si vous connaissez des sites web de qualité traitant du thème abordé ici, merci de compléter l'article en donnant les références utiles à sa vérifiabilité et en les liant à la section « Notes et références ».
Bernard Asset, né le 6 mai 1955 au Raincy, en Seine-Saint-Denis, est un photographe français. Il est surtout connu pour ses photos de Formule 1, discipline du sport automobile qu'il a couverte pendant près de 50 ans.

## Biographie
De père ingénieur et bon photographe amateur, il prend gout à son futur métier pendant les projections de diapositives familiales en Kodachrome. Lorsqu'il reçoit un Instamatic pour sa communion, il décide qu’il sera photographe. Avant la fin de ses études secondaires, il convainc ses parents de le présenter au concours d’entrée à l'école des Gobelins. Il est reçu et pendant trois ans, il se forme aux métiers de la photographie et apprend les techniques de laboratoire et de prise de vue en extérieur ou en studio.
Pendant ces mêmes années, il se rend régulièrement à Montlhéry ou sur des épreuves de motocross en région parisienne. Il remporte le 2e prix d'un concours photo et obtient sa première publication. La rédaction voisine du groupe de presse Hommell est celle du magazine Échappement avec laquelle il commence à collaborer grâce à son rédacteur en chef, Pierre Pagani.
En 1973, alors qu'il a prévu d'effectuer un voyage en Grande-Bretagne, il s'y rend avec une lettre d'accréditation d'Échappement pour le Grand Prix de Formule 1 sur le circuit de Silverstone et obtient un laissez-passer.
Après un stage de six mois aux États-Unis, il effectue son service militaire au sein de l'Établissement cinématographique et photographique des armées (ECPA). À sa sortie, il intègre le groupe Hommell dès la création du magazine Autohebdo par Michel Hommell  en février 1976, d'abord comme laborantin et coursier, puis en devient rapidement le photographe.
Fin 1978, Bernard Asset est envoyé au Grand Prix de France pour un numéro spécial Formule 1 : « Je n’étais pas au courant, mais il s’agissait du numéro 0 de Grand Prix international où j’ai eu carte blanche pendant trois ans. Le titre s’est arrêté, mais il y a eu un repreneur… Les aléas de notre métier… »
L'année suivante, pour la saison 1979, il est envoyé sur tous les Grand Prix pour le compte de ce nouveau magazine Grand Prix International. Après l’arrêt du titre en 1985, Bernard Asset continue à suivre la Formule 1 en free lance tout en se diversifiant dans la publicité, la mode et d'autres sports comme le ski ou le tennis.
Avec l'agence Vandystadt, agence de presse spécialisée dans le sport, fondée par le photographe Gérard Vandystadt, il couvre les Jeux olympiques d'Albertville et ceux d'été de Barcelone en 1992.
Au fil du temps, il collabore avec des constructeurs automobiles comme Citroën, Renault, Honda ou Chrysler qui font appel à lui pour photographier leurs nouveaux modèles. Les collaborations avec la presse se multiplient en France et à l’étranger. Bernard Asset a collaboré avec les plus grands magazines français spécialisés dans le sport automobile (Autohebdo, Sport Auto, L'Auto-Journal, L'Automobile Magazine, VSD ou encore Auto Plus) ainsi qu’avec des publications étrangères de renom (F1 Racing, Road & Track ou Sport Graphic Number au Japon, etc.)
En 1989, il est l'un des 108 photographes invités à participer à l'opération « 3 jours en France » les 27-28 et 29 mai 1989, organisée dans le cadre de la commémoration du bicentenaire de la Révolution française, qui donnera lieu à la publication d'un livre paru chez Nathan Images.
Au début des années 2000, il choisit de s’intéresser aux antiques voitures américaines de Cuba, où il se rend à plusieurs reprises. Il photographie également la reconstitution des bouchons organisée une fois par an dans certaines villes traversées par l'ancienne Nationale 7.
Depuis 2016, Bernard Asset se consacre essentiellement à la numérisation de ses archives, comportant des dizaines de milliers de photographies de voitures, de circuits, de pilotes et de personnalités, couvrant presque 50 années de sport automobile, à des fins de publication ou d'exposition.
Il a ouvert une galerie à Bandol, dans le Var, ou il réside depuis 2011.
En 2017, Bernard Asset participe à l'exposition collective Autophoto, consacrée aux relations entre la photographie et l'automobile, réunissant près de 500 œuvres de 100 photographes historiques et contemporains originaires des quatre coins du monde tels que Eve Arnold, Brassaï, Gilles Caron, Bruce Davidson, Raymond Depardon, Robert Doisneau, Elliott Erwitt, Walker Evans, Robert Frank, Lee Friedlander, Jacques-Henri Lartigue, Joel Meyerowitz, Daido Moriyama, Bernard Plossu, etc., présentée à la Fondation Cartier pour l'art contemporain, à Paris.

## Livres
- 1984 : La Formule 1 (avec Philippe Hazan), Larousse •  (ISBN 978-2-03512-106-6)
- 1988 : Génération Turbo (avec Johnny Rives), Editions Abac •  (ISBN 978-2-95033-230-1)
- 1988 : Roland Garros 1988 (avec Yann Arthus-Bertrand), Hachette/Fédération française de tennis.
- 1988 : Opération Dragon, un raid Citroën en Chine (avec Michele Boivin), EPA
- 1988 : Les grands défis de la Formule 1 (avec Xavier Chimits), Larousse
- 1997 : Génération V10 (avec Johnny Rives), Éditions de Faucompret
- 2002 : Le Mans 2002 (avec Arnaud Briand), Horizon Illimité
- 2003 : Inside Formule 1 (avec Arnaud Briand), Horizon Illimité
- 2003 : Formule 1 2003. Une saison de Grands Prix (avec Arnaud Briand et Jean-Sébastien Fernandes), 104 p., Horizon Illimité •  (ISBN 978-2-84787-056-5)
- 2004 : Formule 1 2004. Une saison de Grands Prix (avec Arnaud Briand et Jean-Sébastien Fernandes), 95 p., Horizon Illimité •  (ISBN 978-2-84787-090-9)
- 2004 : Inside Senna : La légende de Magic (avec Arnaud Briand),  Préfaces de Gérard Ducarouge  et de Jean Alesi, 180 p., Horizon Illimité •  (ISBN 978-2-84787-034-3)
- 2005 : Formule 1 2005. Une saison de Grands Prix (avec Arnaud Briand et Jean-Sébastien Fernandes), 103 p., Horizon Illimité •  (ISBN 978-2-84787-115-9)
- 2014 : Ayrton Senna, la victoire à tout prix, (avec Arnaud Briand), Hugo Images •  (ISBN 978-2-75561-466-4)[1]
- 2016 : L'Épopée Ligier en F1 (avec Jean-François Seité), 208 p., ETAI •  (ISBN 979-1-02830-125-5)
- 2018 : Circuit Paul Ricard, les seigneurs de la F1 (avec Daniel Ortelli et Paul-Henri Cahier), 184 p., Éditions Gilletta •  (ISBN 978-2-35956-102-9)
- 2020 : Michael Schumacher by Bernard Asset, Redrunner •  (ISBN 978-2-95724-921-3)[2]
- 2021 : Jacques Laffite by Bernard Asset, Redrunner •  (ISBN 978-2-95724-922-0)
- 2022 : Mario Andretti by Bernard Asset, Redrunner •  (ISBN 978-2-95724-923-7)
- 2023 : Ayrton Senna by Bernard Asset, Redrunner •  (ISBN 978-2-95724-926-8)[3]
- 2023 : Le Roadtrip de mes 50 ans de F1, préface de Éric Bhat, auto édition[4]

## Expositions

### Expositions personnelles
- 1984 : La Formule 1, CFT des Gobelins
- 1989 : Formule 1, Espace Canon du centre Beaubourg, Paris
- 2006 : Renault F1 Bodywork », Maison des Photographes, Paris
- 2015 : Formule 1, Festival de la photo, Dax
- 2016 : F1 & Cuba, Salon d'honneur de la mairie, Toulon, du 15 juin au 7 juillet 2016[5],[6]
- 2018 : 45 ans de Formule 1, quai du port, Bandol
- 2022 : De Bandol à La Havane par la N7, Maison Tholosan, Bandol

### Expositions collectives
- Autophoto, exposition consacrée aux relations entre la photographie et l'automobile, réunissant près de 500 œuvres de 100 photographes historiques et contemporains originaires des quatre coins du monde tels que Eve Arnold, Bernard Asset, Valérie Belin, Brassaï, Gilles Caron, Bruce Davidson, Raymond Depardon, Robert Doisneau, William Eggleston, Elliott Erwitt, Walker Evans, Robert Frank, Lee Friedlander, Germaine Krull, Jacques-Henri Lartigue, Man Ray, Mary Ellen Mark, Joel Meyerowitz, Daido Moriyama, Bernard Plossu, Dennis Stock, Weegee, Henry Wessel Jr., etc., Fondation Cartier pour l'art contemporain, Paris, du 20 avril au 24 septembre 2017[7]